# (11176) Batth
(11176) Batth (1998 FD68) – planetoida z grupy pasa głównego asteroid okrążająca Słońce w ciągu 5,22 lat w średniej odległości 3,01 j.a. Odkryta 20 marca 1998 roku.